# Weiyuankou (köpinghuvudort i Kina, Hubei Sheng, lat 30,13, long 115,23)
Weiyuankou är en köpinghuvudort i Kina. Den ligger i provinsen Hubei, i den centrala delen av landet, omkring 100 kilometer sydost om provinshuvudstaden Wuhan. Antalet invånare är 27 430. Befolkningen består av 13 378 kvinnor och 14 052 män. Barn under 15 år utgör 18,0 %, vuxna 15-64 år 74 %, och äldre över 65 år 7,0 %.
Runt Weiyuankou är det tätbefolkat, med 397 invånare per kvadratkilometer. Närmaste större samhälle är Qizhou, 12,1 km sydost om Weiyuankou. Trakten runt Weiyuankou består till största delen av jordbruksmark.
Genomsnittlig årsnederbörd är 1 963 millimeter. Den regnigaste månaden är maj, med i genomsnitt 276 mm nederbörd, och den torraste är januari, med 55 mm nederbörd.